# Liste der salvadorianischen Botschafter in den Vereinigten Staaten

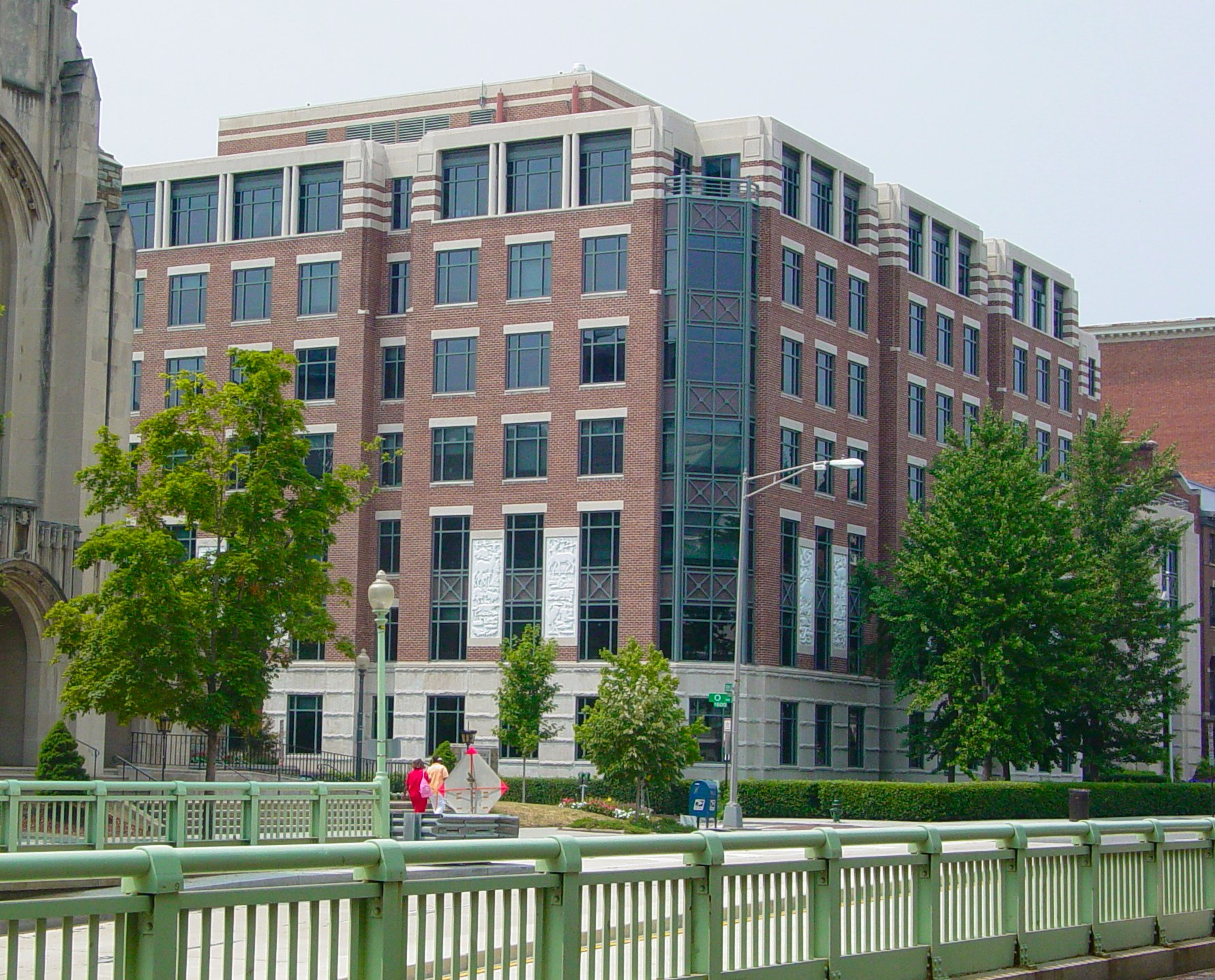
16.Street NW (Washington, D.C.)

Der Botschafter in Washington, D.C. ist regelmäßig auch bei der Regierung in Bridgetown akkreditiert.
| Agrément/Ernennung | Akkreditierung (Diplomatie) | Botschafter                             | Bemerkungen | ernannt von                    | akkreditiert während der Regierung von | Posten verlassen |
| ------------------ | --------------------------- | --------------------------------------- | --- | ------------------------------ | -------------------------------------- | ---------------- |
| 3. Aug. 1894       |                             | Horatio Guzman                          | außerordentlicher Gesandter und Ministre Plenipotenciario für El Salvador und Nicaragua (* 1851) eröffnete die Gesandtschaft | Rafael Antonio Gutiérrez       | Grover Cleveland                       | Nov. 1894        |
| Jan. 1897          |                             |                                         | República Mayor de Centro América: El Salvador, Honduras, Nicaragua                                                          | Rafael Antonio Gutiérrez       | William McKinley                       |                  |
| 24. Dez. 1896      |                             | José Dolores Rodriguez                  | | Rafael Antonio Gutiérrez       | Grover Cleveland                       |                  |
|                    |                             | Estados Unidos de Centroamérica         | | Tomás Regalado                 | William McKinley                       | Jan. 1899        |
| 4. Juni 1900       |                             | Rafael Zaldívar                         | Auslandsvertretung El Salvador                                                                                               | Tomás Regalado                 | William McKinley                       |                  |
| 29. Nov. 1902      |                             | Rafael S. Lopez                         | | Tomás Regalado                 | Theodore Roosevelt                     | Mai 1905         |
| Nov. 1906          |                             |                                         | Gemeinsame Auslandsvertretung von El Salvador und Honduras                                                                   | Pedro José Escalón             | Theodore Roosevelt                     |                  |
| 5. Okt. 1906       |                             | José Rose Pacas                         | | Pedro José Escalón             | Theodore Roosevelt                     |                  |
| Mai 1907           |                             | Auslandsvertretung Salvador             | | Fernando Figueroa              | Theodore Roosevelt                     |                  |
| 4. Juni 1907       |                             | Federico Mejía                          | | Fernando Figueroa              | Theodore Roosevelt                     |                  |
| 6. Okt. 1913       |                             | Francisco Dueñas                        | | Carlos Meléndez                | Woodrow Wilson                         |                  |
| 11. Dez. 1914      |                             | Carlos A. Meza                          | Geschäftsträger | Alfonso Quinónes Molina        | Woodrow Wilson                         |                  |
| 29. Apr. 1915      |                             | Rafael Zaldívar                         | | Carlos Meléndez                | Woodrow Wilson                         |                  |
| 3. Mai 1919        | 7. Aug. 1919                | Salvador Sol Millet                     | | Jorge Meléndez Ramírez         | Woodrow Wilson                         |                  |
| 16. Dez. 1922      |                             | Hector David Castro                     | Geschäftsträger | Jorge Meléndez Ramírez         | Warren G. Harding                      |                  |
| 15. Apr. 1927      |                             | Leonilo Montalvo                        | Geschäftsträger | Pío Romero Bosque              | Calvin Coolidge                        |                  |
| 4. Dez. 1927       | 20. Sep. 1927               | Francisco A. Lima                       | | Pío Romero Bosque              | Calvin Coolidge                        |                  |
| Mai 1929           |                             | Listed as El Salvador                   | | Pío Romero Bosque              | Herbert C. Hoover                      |                  |
| 3. Nov. 1931       |                             | Carlos Leiva                            | | Arturo Araujo                  | Herbert C. Hoover                      | Dez. 1932        |
| 26. Jan. 1934      |                             | Roberto D. Melendez                     | Geschäftsträger | Maximiliano Hernández Martínez | Franklin D. Roosevelt                  | Feb. 1934        |
| 11. Juli 1934      | 17. Aug. 1934               | Hector David Castro                     | | Maximiliano Hernández Martínez | Franklin D. Roosevelt                  |                  |
| 4. Mai 1943        |                             | Gesandtschaft zur Botschaft aufgewertet | | Maximiliano Hernández Martínez | Franklin D. Roosevelt                  |                  |
| 19. Apr. 1943      | 4. Mai 1943                 | Hector David Castro                     | | Maximiliano Hernández Martínez | Franklin D. Roosevelt                  | 17. Nov. 1944    |
| 24. Feb. 1945      |                             | Felipe Vega-Gómez                       | Geschäftsträger | Salvador Castaneda Castro      | Harry S. Truman                        |                  |
| 4. Juli 1945       | 10. Aug. 1945               | Hector David Castro                     | | Salvador Castaneda Castro      | Harry S. Truman                        |                  |
| 14. Dez. 1948      |                             | Beziehungen unterbrochen                | | Salvador Castaneda Castro      | Harry S. Truman                        |                  |
| 13. Jan. 1949      |                             | Beziehungen wiederaufgenommen           | | Óscar Osorio Hernández         | Harry S. Truman                        |                  |
| 10. Aug. 1945      |                             | Hector David Castro                     | | Salvador Castaneda Castro      | Harry S. Truman                        |                  |
| 9. Mai 1961        | 25. Mai 1961                | Francisco Roberto Lima                  | | Miguel Ángel Castillo          | John F. Kennedy                        |                  |
| 27. Jan. 1965      | 24. Feb. 1965               | Ramón de Clairmont Dueñas               | | Eusebio Rodolfo Cordón Cea     | Lyndon B. Johnson                      |                  |
| 7. März 1968       | 15. März 1968               | Julio Adalberto Rivera Carballo         | († 29. Juli 1973) | Fidel Sánchez Hernández        | Lyndon B. Johnson                      |                  |
| 29. Juli 1973      |                             | Juan Scaffini                           | Geschäftsträger | Arturo Armando Molina          | Richard Nixon                          |                  |
| 10. Dez. 1973      | 1. Feb. 1974                | Francisco Bertrand Galindo              | | Arturo Armando Molina          | Richard Nixon                          |                  |
| 25. Nov. 1977      | 18. Jan. 1978               | Roberto Quinonez Meza                   | (* 2. März 1927 in Santa Ana † 2. Februar 2014)                                                                              | Carlos Humberto Romero         | Jimmy Carter                           |                  |
| 16. Jan. 1980      |                             | Roberto Jiminez Ortiz                   | Geschäftsträger | José Napoleón Duarte           | Jimmy Carter                           |                  |
| 31. März 1980      | 24. Apr. 1980               | Francisco Aquino Herrera                | | José Napoleón Duarte           | Jimmy Carter                           |                  |
| 4. Jan. 1981       |                             | Roberto Jiménez Ortiz                   | Geschäftsträger | José Napoleón Duarte           | Ronald Reagan                          |                  |
| 12. Mai 1981       | 12. Juni 1981               | Ernesto Rivas Gallont                   | [ 2 ] | José Napoleón Duarte           | Ronald Reagan                          |                  |
| 11. Dez. 1984      | 10. Dez. 1984               | Pablo Mauricio Alvergue                 | | José Napoleón Duarte           | Ronald Reagan                          |                  |
| 27. Jan. 1987      | 10. Feb. 1987               | Ernesto Rivas Gallont                   | | José Napoleón Duarte           | Ronald Reagan                          |                  |
| 26. Juli 1989      | 14. Aug. 1989               | Miguel Angel Salaverria                 | | Alfredo Cristiani Burkard      | George H. W. Bush                      |                  |
| 17. Dez. 1993      | 14. Feb. 1994               | Ana Cristina Sol                        | Tochter von María Luisa Midence und Benjamín Sol y Millet verheiratet mit Francisco Quiñónez y Avila                         | Alfredo Cristiani Burkard      | Bill Clinton                           |                  |
| 28. Aug. 1997      | 8. Sep. 1997                | Rene Antonio Leon Rodriguez             | | Armando Calderón Sol           | Bill Clinton                           |                  |
| 16. Juni 2010      | 28. Juni 2010               | Francisco Roberto Altschul Fuentes      | (* 31. Dezember 1948) | Mauricio Funes                 | Barack Obama                           |                  |
| 12. Apr. 2013      | 16. Apr. 2013               | Ruben Ignacio Zamora Rivas              | | Mauricio Funes                 | Barack Obama                           |                  |
| 22. Aug. 2014      | 18. Sep. 2014               | Francisco Roberto Altschul Fuentes      | [ 3 ] | Salvador Sánchez Cerén         | Barack Obama                           |                  |